# Nūshābād
Nūshābād (persiska: نوش آباد, گل آرا) är en ort i Iran.   Den ligger i provinsen Esfahan, i den centrala delen av landet, 180 km söder om huvudstaden Teheran. Nūshābād ligger 898 meter över havet och antalet invånare är 10 476.
Terrängen runt Nūshābād är platt, och sluttar norrut. Runt Nūshābād är det ganska glesbefolkat, med 43 invånare per kvadratkilometer. Närmaste större samhälle är Kāshān, 10,7 km söder om Nūshābād. Trakten runt Nūshābād är ofruktbar med lite eller ingen växtlighet.